# 徳川宗信
徳川 宗信（とくがわ むねのぶ、1929年（昭和4年）11月11日 - 1993年（平成5年）3月23日）は、日本の実業家。一橋徳川家13代目当主。東京都出身。

## 生涯
一橋徳川家12代当主である徳川宗敬と妻・幹子の長男として生まれ、後に家督を継いで13代当主となる。酪農家となり、茨城県酪農業協同組合連合会長などを歴任。
また旧小諸藩士・小山達彦の長女・好子と結婚し、子に長女の寛子と長男の徳川宗親がいる。
1993年（平成5年）3月23日、死去。墓所は東京都台東区谷中の谷中霊園。

## 系譜
- 父親：徳川宗敬
- 母親：徳川幹子
- 夫人：徳川好子 - 旧小諸藩士・小山達彦の娘
  - 長女：三上寛子 - 三上泰夫夫人
  - 長男：徳川宗親